# Buckskin-Gletscher
Der Buckskin-Gletscher ist ein 22 km langer Talgletscher an der Südostflanke der Alaskakette in Alaska (USA). 

## Geografie
Der Gletscher befindet sich vollständig innerhalb des Denali-Nationalparks. Das Nährgebiet des Buckskin-Gletschers befindet sich an der Nordostflanke des Mooses Tooth auf einer Höhe von etwa 1650 m. Der durchschnittlich 1,3 km breite Gletscher strömt in östlicher Richtung und endet auf einer Höhe von 500 m. Der 30 km lange Hidden River, ein Zufluss des Chulitna River, entwässert den Gletscher.